# Oligodon nikhili
Oligodon nikhili este o specie de șerpi din genul Oligodon, familia Colubridae, descrisă de Whitaker și Shekar Dattatri în anul 1982. Conform Catalogue of Life specia Oligodon nikhili nu are subspecii cunoscute.